# ズナガニゴイ
ズナガニゴイ（学名：Hemibarbus longirostris）は、コイ科カマツカ亜科に分類される淡水魚である。タイプ産地は韓国。原始的なニゴイ属の種である。ウキカマツカ、ウキガモなどの地方名がある。日中、水面近くまで浮き上がることがあり、地方名の「ウキガモ」はこの習性に由来する。ミトコンドリアDNAの解析結果からは、ニゴイより、朝鮮半島に分布するヤガタニゴイに近縁であるという結果が得られている。

## 分布
中国の遼河・朝鮮半島・日本。日本では山口県・広島県・島根県・鳥取県・兵庫県・大阪府・和歌山県・奈良県・京都府・滋賀県の河川中流域。静岡県の安倍川と藁科川、大井川水系に移入されたほか、在来のものがいる鳥取県と島根県でも移入。

## 形態
最大でも20 cmほどにしかならない。外見はニゴイに似るが、吻部が長いことが特徴である。背鰭、尾鰭に細かな斑紋がある。背鰭の棘状軟条は他のニゴイの仲間と同様かたい。特にメスは臀鰭が伸長する。成熟したオスは体中に細かい追星が現れる。

## 生態
低層付近を遊泳し時々砂に潜る。カゲロウの幼虫などの水生昆虫を食す。繁殖期は5～6月。卵は粘着沈性卵で、卵径は約2.5㎜。受精後6～7日でふ化する。約2年で成熟する。